# FC Barcelona in het seizoen 2015/16
Dit artikel geeft een overzicht van FC Barcelona in het seizoen 2015/16.

## Spelerskern
| Nr.           | Naam                  | Nationaliteit | Geboortedatum | Vorige club                  | Opgeleid bij FC Barcelona |
| ------------- | --------------------- | ------------- | ------------- | ---------------------------- | ------------------------- |
| Keepers       |                       |               |               |                              |                           |
| 1             | Marc-André ter Stegen | Duitsland     | 30-04-1992    | 2011-2014 B. Mönchengladbach |                           |
| 13            | Claudio Bravo         | Chili         | 13-04-1983    | 2006-2014 Real Sociedad      |                           |
| 25            | Jordi Masip           | Spanje        | 03-01-1989    |                              | cantera FC Barcelona      |
| Verdedigers   |                       |               |               |                              |                           |
| 2             | Douglas               | Brazilië      | 06-08-1990    | 2012-2014 São Paulo          |                           |
| 3             | Gerard Piqué          | Spanje        | 02-02-1987    | 2007-2008 Manchester United  | cantera FC Barcelona      |
| 6             | Daniel Alves          | Brazilië      | 06-05-1983    | 2002-2008 Sevilla            |                           |
| 14            | Javier Mascherano     | Argentinië    | 08-06-1984    | 2006-2010 Liverpool          |                           |
| 15            | Marc Bartra           | Spanje        | 15-01-1991    |                              | cantera FC Barcelona      |
| 18            | Jordi Alba            | Spanje        | 21-03-1989    | 2007-2012 Valencia           | cantera FC Barcelona      |
| 21            | Adriano               | Brazilië      | 26-10-1984    | 2004-2010 Sevilla            |                           |
| 22            | Aleix Vidal           | Spanje        | 21-08-1989    | 2014-2015 Sevilla            |                           |
| 23            | Thomas Vermaelen      | België        | 14-11-1985    | 2009-2014 Arsenal            |                           |
| 24            | Jérémy Mathieu        | Frankrijk     | 29-10-1983    | 2009-2014 Valencia           |                           |
| Middenvelders |                       |               |               |                              |                           |
| 4             | Ivan Rakitić          | Kroatië       | 10-03-1988    | 2011-2014 Sevilla            |                           |
| 5             | Sergio Busquets 3     | Spanje        | 16-07-1988    |                              | cantera FC Barcelona      |
| 7             | Arda Turan            | Turkije       | 30-01-1987    | 2011-2015 Atlético Madrid    |                           |
| 8             | Andrés Iniesta        | Spanje        | 11-05-1984    |                              | cantera FC Barcelona      |
| 12            | Rafinha               | Brazilië      | 12-02-1993    | 2013-2014 Celta de Vigo      | cantera FC Barcelona      |
| 20            | Sergi Roberto         | Spanje        | 07-02-1992    |                              | cantera FC Barcelona      |
| 26            | Sergi Samper          | Spanje        | 20-01-1995    |                              | cantera FC Barcelona      |
| 27            | Juan Cámara           | Spanje        | 13-02-1994    | 2012-2014 Villarreal B       |                           |
| 28            | Gerard Gumbau         | Spanje        | 18-12-1994    | 2013-2014 Girona FC          |                           |
| 34            | Wilfrid Kaptoum       | Kameroen      | 07-07-1996    |                              | cantera FC Barcelona      |
| Aanvallers    |                       |               |               |                              |                           |
| 9             | Luis Suárez           | Uruguay       | 24-01-1987    | 2011-2014 Liverpool          |                           |
| 10            | Lionel Messi 2        | Argentinië    | 24-06-1987    |                              | cantera FC Barcelona      |
| 11            | Neymar                | Brazilië      | 05-02-1992    | 2009-2013 Santos             |                           |
| 17            | Munir El Haddadi      | Spanje        | 01-09-1995    |                              | cantera FC Barcelona      |
| 19            | Sandro Ramírez        | Spanje        | 09-07-1995    |                              | cantera FC Barcelona      |
| 33            | Aitor Cantalapiedra   | Spanje        | 10-02-1996    |                              | cantera FC Barcelona      |

- = Aanvoerder

### Technische staf
|                 |                         |               |
| Functie         | Naam                    | Nationaliteit |
| Coach           | Luis Enrique (foto)     | Spanje        |
| Assistent-coach | Juan Carlos Unzué       | Spanje        |
| Assistent-coach | Joan Barbarà            | Spanje        |
| Assistent-coach | Roberto Moreno          | Spanje        |
| Fitnesscoach    | Rafael Pol              | Spanje        |
| Keeperstrainer  | José Ramón de la Fuente | Spanje        |

## Resultaten
Een overzicht van de competities waaraan Barcelona in het seizoen 2015-2016 deelnam.
| Primera División | Copa del Rey | Supercopa           | Champions League | UEFA Super Cup | WK voor clubs |
| ---------------- | ------------ | ------------------- | ---------------- | -------------- | ------------- |
|                  |              |                     |                  |                |               |
| Kampioen         | Winnaar      | Verliezend finalist | Kwartfinale      | Winnaar        | Winnaar       |

## Transfers

### Zomer
De inkomende zomertransfers mochten omwille van het transferverbod van de club pas vanaf januari 2016 meespelen.
| Naam             | Nationaliteit    | Van/naar         | Prijs              |
| ---------------- | ---------------- | ---------------- | ------------------ |
| Inkomend         |                  |                  |                    |
| Aleix Vidal      | Spanje           | Sevilla          | € 18.000.000       |
| Arda Turan       | Turkije          | Atlético Madrid  | € 34.000.000       |
| Gerard Deulofeu  | Spanje           | Sevilla          | Einde huur         |
| Ibrahim Afellay  | Nederland        | Olympiakos       | Einde huur         |
| TOTAAL UITGAVEN: | TOTAAL UITGAVEN: | TOTAAL UITGAVEN: | € 52.000.000       |
| Uitgaand         |                  |                  |                    |
| Ibrahim Afellay  | Nederland        | Stoke City       | Einde contract     |
| Xavi             | Spanje           | Al-Sadd          | Transfervrij       |
| Gerard Deulofeu  | Spanje           | Everton          | € 6.000.000        |
| Martín Montoya   | Spanje           | Internazionale   | Huur (€ 1.000.000) |
| Adama Traoré     | Spanje           | Aston Villa      | € 10.000.000       |
| Pedro            | Spanje           | Chelsea          | € 30.000.000       |
| Alex Song        | Kameroen         | West Ham United  | Huur               |
| Alen Halilović   | Kroatië          | Sporting Gijón   | Huur               |
| Edgar Ié         | Portugal         | Villarreal       | niet bekend        |
| TOTAAL INKOMEN:  | TOTAAL INKOMEN:  | TOTAAL INKOMEN:  | € 47.000.000       |

## Uitrustingen
Shirtsponsor(s): Qatar Airways / Beko

Sportmerk: Nike
| Thuis | Uit | Alternatief | Alternatief | Doelman | Doelman | Doelman |

## Supercopa
| Wedstrijddetails                          | Thuisploeg                                           | Uitslag         | Uitploeg        | Opstelling | Kaarten                                          |
| ----------------------------------------- | ---------------------------------------------------- | --------------- | --------------- | --- | ------------------------------------------------ |
| Supercopa                                 |                                                      |                 |                 | |                                                  |
| 14 augustus 2015 22:00 San Mamés Bilbao   | Athletic Bilbao                                      | 4-0             | FC Barcelona    | Ter Stegen Alves, Bartra, Vermaelen, Adriano Roberto (60' Rakitić), Mascherano, Rafinha (52' Iniesta) Messi, Suárez, Pedro (71' Ramírez) | 41' Pedro 67' Alves 80' Mascherano 90+3' Iniesta |
| 14 augustus 2015 22:00 San Mamés Bilbao   | 13' San José 53' Aduriz 62' Aduriz 68' Aduriz (pen.) | 1-0 2-0 3-0 4-0 |                 | Ter Stegen Alves, Bartra, Vermaelen, Adriano Roberto (60' Rakitić), Mascherano, Rafinha (52' Iniesta) Messi, Suárez, Pedro (71' Ramírez) | 41' Pedro 67' Alves 80' Mascherano 90+3' Iniesta |
| 17 augustus 2015 22:00 Camp Nou Barcelona | FC Barcelona                                         | 1-1             | Athletic Bilbao | Bravo Alves, Piqué, Mascherano, Mathieu Rakitić (68' Ramírez), Busquets, Iniesta Messi, Suárez, Pedro (68' Munir)                        | 45' Pedro 56' Piqué                              |
| 17 augustus 2015 22:00 Camp Nou Barcelona | 43' Messi                                            | 1-0 1-1         | 74' Aduriz      | Bravo Alves, Piqué, Mascherano, Mathieu Rakitić (68' Ramírez), Busquets, Iniesta Messi, Suárez, Pedro (68' Munir)                        | 45' Pedro 56' Piqué                              |

## UEFA Super Cup
| Wedstrijddetails                                       | Thuisploeg                                           | Uitslag                             | Uitploeg                                                  | Opstelling | Kaarten                                        |
| ------------------------------------------------------ | ---------------------------------------------------- | ----------------------------------- | --------------------------------------------------------- | --- | ---------------------------------------------- |
| UEFA Super Cup                                         |                                                      |                                     |                                                           | |                                                |
| 11 augustus 2015 20:45 Boris Paitsjadzestadion Tbilisi | FC Barcelona                                         | 5-4                                 | Sevilla FC                                                | Ter Stegen Alves, Piqué, Mascherano (93' Pedro), Mathieu Rakitić, Busquets, Iniesta (63' Roberto) Messi, Suárez, Rafinha (78' Bartra) | 71' Mathieu 94' Pedro 117' Busquets 120' Alves |
| 11 augustus 2015 20:45 Boris Paitsjadzestadion Tbilisi | 7' Messi 16' Messi 44' Rafinha 52' Suárez 115' Pedro | 0-1 1-1 2-1 3-1 4-1 4-2 4-3 4-4 5-4 | 3' Banega 57' Reyes 72' Krychowiak (pen.) 81' Konopljanka | Ter Stegen Alves, Piqué, Mascherano (93' Pedro), Mathieu Rakitić, Busquets, Iniesta (63' Roberto) Messi, Suárez, Rafinha (78' Bartra) | 71' Mathieu 94' Pedro 117' Busquets 120' Alves |

## Primera División

### Wedstrijden
| Wedstrijddetails                                                   | Thuisploeg                                                                            | Uitslag                         | Uitploeg                                                                                | Opstelling | Kaarten                                                 |
| ------------------------------------------------------------------ | ------------------------------------------------------------------------------------- | ------------------------------- | --------------------------------------------------------------------------------------- | --- | ------------------------------------------------------- |
| Heenronde                                                          |                                                                                       |                                 |                                                                                         | |                                                         |
| 23 augustus 2015 18:30 San Mamés Bilbao                            | Athletic Bilbao                                                                       | 0-1                             | FC Barcelona                                                                            | Bravo Alves (19' Roberto), Mascherano, Vermaelen, Alba Rakitić, Busquets (68' Bartra), Iniesta Messi, Suárez, Rafinha (82' Ramírez)    | 44' Rakitić 64' Vermaelen 75' Suárez                    |
| 23 augustus 2015 18:30 San Mamés Bilbao                            |                                                                                       | 0-1                             | 54' Suárez                                                                              | Bravo Alves (19' Roberto), Mascherano, Vermaelen, Alba Rakitić, Busquets (68' Bartra), Iniesta Messi, Suárez, Rafinha (82' Ramírez)    | 44' Rakitić 64' Vermaelen 75' Suárez                    |
| 29 augustus 2015 18:30 Camp Nou Barcelona                          | FC Barcelona                                                                          | 1-0                             | Málaga CF                                                                               | Bravo Roberto, Mascherano, Vermaelen (90' Mathieu), Alba Rakitić (63' Rafinha), Busquets, Iniesta Messi, Suárez, Neymar (87' Ramírez)  |                                                         |
| 29 augustus 2015 18:30 Camp Nou Barcelona                          | 73' Vermaelen                                                                         | 1-0                             |                                                                                         | Bravo Roberto, Mascherano, Vermaelen (90' Mathieu), Alba Rakitić (63' Rafinha), Busquets, Iniesta Messi, Suárez, Neymar (87' Ramírez)  |                                                         |
| 12 september 2015 20:30 Estadio Vicente Calderón Madrid            | Atlético Madrid                                                                       | 1-2                             | FC Barcelona                                                                            | Ter Stegen Roberto, Mascherano, Vermaelen (28' Mathieu), Alba Rakitić (60' Messi), Busquets, Iniesta Rafinha, Suárez, Neymar           | 44' Iniesta                                             |
| 12 september 2015 20:30 Estadio Vicente Calderón Madrid            | 51' Torres                                                                            | 1-0 1-1 1-2                     | 55' Neymar 77' Messi                                                                    | Ter Stegen Roberto, Mascherano, Vermaelen (28' Mathieu), Alba Rakitić (60' Messi), Busquets, Iniesta Rafinha, Suárez, Neymar           | 44' Iniesta                                             |
| 20 september 2015 20:30 Camp Nou Barcelona                         | FC Barcelona                                                                          | 4-1                             | Levante                                                                                 | Ter Stegen Alves, Bartra, Mascherano, Adriano Rakitić, Busquets (62' Gumbau), Messi Munir, Ramírez, Neymar                             |                                                         |
| 20 september 2015 20:30 Camp Nou Barcelona                         | 50' Bartra 56' Neymar 61' Messi 90' Messi                                             | 1-0 2-0 3-0 3-1 4-1             | 66' Víctor                                                                              | Ter Stegen Alves, Bartra, Mascherano, Adriano Rakitić, Busquets (62' Gumbau), Messi Munir, Ramírez, Neymar                             |                                                         |
| 23 september 2015 20:00 Estadio Balaídos Vigo                      | Celta de Vigo                                                                         | 4-1                             | FC Barcelona                                                                            | Ter Stegen Alves, Piqué, Mascherano, Mathieu Roberto (58' Munir), Busquets (66' Rakitić), Iniesta Messi, Suárez, Neymar                | 23' Busquets 89' Neymar                                 |
| 23 september 2015 20:00 Estadio Balaídos Vigo                      | 26' Nolito 30' Aspas 56' Aspas 83' Guidetti                                           | 1-0 2-0 3-0 3-1 4-1             | 80' Neymar                                                                              | Ter Stegen Alves, Piqué, Mascherano, Mathieu Roberto (58' Munir), Busquets (66' Rakitić), Iniesta Messi, Suárez, Neymar                | 23' Busquets 89' Neymar                                 |
| 26 september 2015 16:00 Camp Nou Barcelona                         | FC Barcelona                                                                          | 2-1                             | Las Palmas                                                                              | Ter Stegen Roberto, Piqué, Bartra, Adriano (90+1' Gumbau) Rakitić, Busquets, Mascherano Messi (10' Munir)(80' Ramírez), Suárez, Neymar | 79' Mascherano 90+2' Suárez                             |
| 26 september 2015 16:00 Camp Nou Barcelona                         | 25' Suárez 54' Suárez                                                                 | 1-0 2-0 2-1                     | 88' Viera                                                                               | Ter Stegen Roberto, Piqué, Bartra, Adriano (90+1' Gumbau) Rakitić, Busquets, Mascherano Messi (10' Munir)(80' Ramírez), Suárez, Neymar | 79' Mascherano 90+2' Suárez                             |
| 3 oktober 2015 16:00 Estadio Ramón Sánchez Pizjuán Sevilla         | Sevilla FC                                                                            | 2-1                             | FC Barcelona                                                                            | Bravo Roberto, Piqué, Mathieu (60' Alves), Alba Rakitić, Busquets, Mascherano Munir (60' Ramírez), Suárez, Neymar                      | 28' Busquets 48' Mathieu 60' Alba                       |
| 3 oktober 2015 16:00 Estadio Ramón Sánchez Pizjuán Sevilla         | 52' Krohn-Dehli 58' Iborra                                                            | 1-0 2-0 2-1                     | 74' Neymar (pen.)                                                                       | Bravo Roberto, Piqué, Mathieu (60' Alves), Alba Rakitić, Busquets, Mascherano Munir (60' Ramírez), Suárez, Neymar                      | 28' Busquets 48' Mathieu 60' Alba                       |
| 17 oktober 2015 20:30 Camp Nou Barcelona                           | FC Barcelona                                                                          | 5-2                             | Rayo Vallecano                                                                          | Bravo Alves (78' Douglas), Piqué, Mathieu, Alba Rakitić, Busquets (76' Gumbau), Roberto Ramírez (56' Munir), Suárez, Neymar            | 79' Piqué                                               |
| 17 oktober 2015 20:30 Camp Nou Barcelona                           | 22' Neymar (pen.) 32' Neymar (pen.) 69' Neymar 70' Neymar 77' Suárez                  | 0-1 1-1 2-1 3-1- 4-1 5-1 5-2    | 15' Guerra 86' Jozabed                                                                  | Bravo Alves (78' Douglas), Piqué, Mathieu, Alba Rakitić, Busquets (76' Gumbau), Roberto Ramírez (56' Munir), Suárez, Neymar            | 79' Piqué                                               |
| 25 oktober 2015 18:15 Camp Nou Barcelona                           | FC Barcelona                                                                          | 3-1                             | Eibar                                                                                   | Bravo Alves, Piqué, Bartra (56' Mathieu), Alba Rakitić, Mascherano, Busquets Ramírez (56' Munir), Suárez, Neymar                       | 50' Rakitić 83' Mascherano 90+1' Piqué 90+2' Neymar     |
| 25 oktober 2015 18:15 Camp Nou Barcelona                           | 21' Suárez 48' Suárez 85' Suárez                                                      | 0-1 1-1 2-1 3-1                 | 10' Borja Bastón                                                                        | Bravo Alves, Piqué, Bartra (56' Mathieu), Alba Rakitić, Mascherano, Busquets Ramírez (56' Munir), Suárez, Neymar                       | 50' Rakitić 83' Mascherano 90+1' Piqué 90+2' Neymar     |
| 31 oktober 2015 20:30 Coliseum Alfonso Pérez Madrid                | Getafe                                                                                | 0-2                             | FC Barcelona                                                                            | Bravo Alves, Piqué, Mathieu, Alba Rakitić, Busquets, Roberto (76' Ramírez) Munir (61' Iniesta), Suárez, Neymar                         |                                                         |
| 31 oktober 2015 20:30 Coliseum Alfonso Pérez Madrid                |                                                                                       | 0-1 0-2                         | 37' Suárez 58' Neymar                                                                   | Bravo Alves, Piqué, Mathieu, Alba Rakitić, Busquets, Roberto (76' Ramírez) Munir (61' Iniesta), Suárez, Neymar                         |                                                         |
| 8 november 2015 16:00 Camp Nou Barcelona                           | FC Barcelona                                                                          | 3-0                             | Villarreal                                                                              | Bravo Alves, Piqué (82' Bartra), Mathieu, Alba Roberto, Busquets, Iniesta Munir (79' Ramírez), Suárez, Neymar                          | 27' Mathieu 37' Iniesta 47' Suárez 47' Neymar 64' Piqué |
| 8 november 2015 16:00 Camp Nou Barcelona                           | 60' Neymar 70' Suárez (pen.) 85' Neymar                                               | 1-0 2-0 3-0                     |                                                                                         | Bravo Alves, Piqué (82' Bartra), Mathieu, Alba Roberto, Busquets, Iniesta Munir (79' Ramírez), Suárez, Neymar                          | 27' Mathieu 37' Iniesta 47' Suárez 47' Neymar 64' Piqué |
| 21 november 2015 18:15 Estadio Santiago Bernabéu Madrid            | Real Madrid                                                                           | 0-4                             | FC Barcelona                                                                            | Bravo Alves, Piqué, Mascherano (27' Mathieu), Alba Rakitić (57' Messi), Busquets, Iniesta (77' Munir) Roberto, Suárez, Neymar          | 31' Alves 90+2' Busquets                                |
| 21 november 2015 18:15 Estadio Santiago Bernabéu Madrid            |                                                                                       | 0-1 0-2 0-3 0-4                 | 11' Suárez 39' Neymar 53' Iniesta 74' Suárez                                            | Bravo Alves, Piqué, Mascherano (27' Mathieu), Alba Rakitić (57' Messi), Busquets, Iniesta (77' Munir) Roberto, Suárez, Neymar          | 31' Alves 90+2' Busquets                                |
| 28 november 2015 16:00 Camp Nou Barcelona                          | FC Barcelona                                                                          | 4-0                             | Real Sociedad                                                                           | Bravo Alves (62' Adriano), Piqué, Mascherano (69' Bartra), Mathieu (66' Alba) Rakitić, Busquets, Iniesta Messi, Suárez, Neymar         |                                                         |
| 28 november 2015 16:00 Camp Nou Barcelona                          | 22' Neymar 41' Suárez 53' Neymar 90+1' Messi                                          | 1-0 2-0 3-0 4-0                 |                                                                                         | Bravo Alves (62' Adriano), Piqué, Mascherano (69' Bartra), Mathieu (66' Alba) Rakitić, Busquets, Iniesta Messi, Suárez, Neymar         |                                                         |
| 5 december 2015 20:30 Estadio Mestalla Valencia                    | Valencia                                                                              | 1-1                             | FC Barcelona                                                                            | Bravo Alves, Piqué, Mascherano, Alba Rakitić, Busquets, Iniesta Messi, Suárez, Neymar                                                  | 16' Mascherano                                          |
| 5 december 2015 20:30 Estadio Mestalla Valencia                    | 86' Santi Mina                                                                        | 0-1 1-1                         | 59' Suárez                                                                              | Bravo Alves, Piqué, Mascherano, Alba Rakitić, Busquets, Iniesta Messi, Suárez, Neymar                                                  | 16' Mascherano                                          |
| 12 december 2015 16:00 Camp Nou Barcelona                          | FC Barcelona                                                                          | 2-2                             | Deportivo La Coruña                                                                     | Bravo Alves, Piqué, Mascherano, Alba (77' Mathieu) Rakitić (72' Roberto), Busquets, Iniesta Messi, Suárez, Ramírez (68' Munir)         |                                                         |
| 12 december 2015 16:00 Camp Nou Barcelona                          | 39' Messi 62' Rakitić                                                                 | 1-0 2-0 2-1 2-2                 | 77' Pérez 86' Bergantiños                                                               | Bravo Alves, Piqué, Mascherano, Alba (77' Mathieu) Rakitić (72' Roberto), Busquets, Iniesta Messi, Suárez, Ramírez (68' Munir)         |                                                         |
| 30 december 2015 20:30 Camp Nou Barcelona                          | FC Barcelona                                                                          | 4-0                             | Real Betis                                                                              | Bravo Alves, Mascherano, Vermaelen, Mathieu (67' Adriano) Rakitić, Busquets (57' Bartra), Roberto (86' Munir) Messi, Suárez, Neymar    | 77' Alves                                               |
| 30 december 2015 20:30 Camp Nou Barcelona                          | 29' Westermann (own) 33' Messi 46' Suárez 83' Suárez                                  | 1-0 2-0 3-0 4-0                 |                                                                                         | Bravo Alves, Mascherano, Vermaelen, Mathieu (67' Adriano) Rakitić, Busquets (57' Bartra), Roberto (86' Munir) Messi, Suárez, Neymar    | 77' Alves                                               |
| 2 januari 2016 16:00 Estadi Cornellà-El Prat Cornellà de Llobregat | Espanyol                                                                              | 0-0                             | FC Barcelona                                                                            | Bravo Alves, Piqué, Mascherano, Alba Rakitić (71' Roberto), Busquets, Iniesta Messi, Suárez, Neymar                                    | 22' Mascherano 86' Neymar 90+3' Piqué                   |
| 2 januari 2016 16:00 Estadi Cornellà-El Prat Cornellà de Llobregat |                                                                                       |                                 |                                                                                         | Bravo Alves, Piqué, Mascherano, Alba Rakitić (71' Roberto), Busquets, Iniesta Messi, Suárez, Neymar                                    | 22' Mascherano 86' Neymar 90+3' Piqué                   |
| 9 januari 2016 16:00 Camp Nou Barcelona                            | FC Barcelona                                                                          | 4-0                             | Granada                                                                                 | Bravo Vidal (6' Alves), Piqué, Vermaelen, Alba Rakitić, Roberto, Turan (72' Adriano) Messi, Suárez, Neymar                             | 63' Vidal                                               |
| 9 januari 2016 16:00 Camp Nou Barcelona                            | 8' Messi 14' Messi 58' Messi 83' Messi                                                | 1-0 2-0 3-0 4-0                 |                                                                                         | Bravo Vidal (6' Alves), Piqué, Vermaelen, Alba Rakitić, Roberto, Turan (72' Adriano) Messi, Suárez, Neymar                             | 63' Vidal                                               |
| 17 januari 2016 20:30 Camp Nou Barcelona                           | FC Barcelona                                                                          | 6-0                             | Athletic Bilbao                                                                         | Bravo Vidal, Piqué, Mascherano, Alba (69' Bartra) Rakitić (63' Roberto), Busquets, Iniesta Messi (46' Turan), Suárez, Neymar           | 51' Mascherano 87' Piqué                                |
| 17 januari 2016 20:30 Camp Nou Barcelona                           | 7' Messi (pen.) 31' Neymar 47' Suárez 62' Rakitić 68' Suárez 82' Suárez               | 1-0 2-0 3-0 4-0 5-0 6-0         |                                                                                         | Bravo Vidal, Piqué, Mascherano, Alba (69' Bartra) Rakitić (63' Roberto), Busquets, Iniesta Messi (46' Turan), Suárez, Neymar           | 51' Mascherano 87' Piqué                                |
| 23 januari 2016 16:00 Estadio La Rosaleda Málaga                   | Málaga CF                                                                             | 1-2                             | FC Barcelona                                                                            | Bravo Vidal, Mascherano, Vermaelen (46' Mathieu), Adriano (73' Roberto) Turan, Busquets, Iniesta Messi, Suárez, Munir (56' Rakitić)    | 44' Vermaelen 65' Messi 71' Turan                       |
| 23 januari 2016 16:00 Estadio La Rosaleda Málaga                   | 32' Añor                                                                              | 0-1 1-1 1-2                     | 2' Munir 51' Messi                                                                      | Bravo Vidal, Mascherano, Vermaelen (46' Mathieu), Adriano (73' Roberto) Turan, Busquets, Iniesta Messi, Suárez, Munir (56' Rakitić)    | 44' Vermaelen 65' Messi 71' Turan                       |
| 30 januari 2016 16:00 Camp Nou Barcelona                           | FC Barcelona                                                                          | 2-1                             | Atlético Madrid                                                                         | Bravo Alves (82' Roberto), Piqué, Mascherano, Alba Rakitić (67' Turan), Busquets, Iniesta Messi, Suárez, Neymar                        |                                                         |
| 30 januari 2016 16:00 Camp Nou Barcelona                           | 30' Messi 38' Suárez                                                                  | 0-1 1-1 2-1                     | 10' Koke                                                                                | Bravo Alves (82' Roberto), Piqué, Mascherano, Alba Rakitić (67' Turan), Busquets, Iniesta Messi, Suárez, Neymar                        |                                                         |
| 7 februari 2016 12:00 Estadi Ciutat de València Valencia           | Levante                                                                               | 0-2                             | FC Barcelona                                                                            | Bravo Alves (74' Vidal), Piqué, Mascherano, Alba Rakitić (68' Busquets), Roberto, Iniesta Messi, Suárez, Neymar                        | 28' Piqué 63' Alves 89' Busquets                        |
| 7 februari 2016 12:00 Estadi Ciutat de València Valencia           |                                                                                       | 0-1 0-2                         | 21' Navarro (own) 90+2' Suárez                                                          | Bravo Alves (74' Vidal), Piqué, Mascherano, Alba Rakitić (68' Busquets), Roberto, Iniesta Messi, Suárez, Neymar                        | 28' Piqué 63' Alves 89' Busquets                        |
| 14 februari 2016 20:30 Camp Nou Barcelona                          | FC Barcelona                                                                          | 6-1                             | Celta de Vigo                                                                           | Bravo Alves (61' Vidal), Piqué, Mascherano, Alba Roberto (61' Rakitić), Busquets, Iniesta (78' Turan) Messi, Suárez, Neymar            |                                                         |
| 14 februari 2016 20:30 Camp Nou Barcelona                          | 28' Messi 59' Suárez 75' Suárez 81' Suárez 84' Rakitić 90+1' Neymar                   | 1-0 1-1 2-1 3-1 4-1 5-1 6-1     | 39' Guidetti (pen.)                                                                     | Bravo Alves (61' Vidal), Piqué, Mascherano, Alba Roberto (61' Rakitić), Busquets, Iniesta (78' Turan) Messi, Suárez, Neymar            |                                                         |
| 17 februari 2016 18:30 El Molinón Gijón                            | Sporting Gijón                                                                        | 1-3                             | FC Barcelona                                                                            | Bravo Vidal, Piqué (81' Bartra), Mathieu, Adriano Rakitić, Busquets (80' Mascherano), Turan Messi, Suárez, Neymar                      | 78' Busquets                                            |
| 17 februari 2016 18:30 El Molinón Gijón                            | 27' Castro                                                                            | 0-1 1-1 1-2 1-3                 | 25' Messi 31' Messi 67' Suárez                                                          | Bravo Vidal, Piqué (81' Bartra), Mathieu, Adriano Rakitić, Busquets (80' Mascherano), Turan Messi, Suárez, Neymar                      | 78' Busquets                                            |
| 20 februari 2016 16:00 Estadio de Gran Canaria Las Palmas          | Las Palmas                                                                            | 1-2                             | FC Barcelona                                                                            | Bravo Alves, Mascherano, Mathieu, Alba Turan (46' Rakitić), Roberto (70' Vermaelen), Iniesta Messi, Suárez, Neymar                     | 33' Turan 86' Alves                                     |
| 20 februari 2016 16:00 Estadio de Gran Canaria Las Palmas          | 10' Willian José                                                                      | 0-1 1-1 1-2                     | 6' Suárez 39' Neymar                                                                    | Bravo Alves, Mascherano, Mathieu, Alba Turan (46' Rakitić), Roberto (70' Vermaelen), Iniesta Messi, Suárez, Neymar                     | 33' Turan 86' Alves                                     |
| 28 februari 2016 20:30 Camp Nou Barcelona                          | FC Barcelona                                                                          | 2-1                             | Sevilla FC                                                                              | Bravo Vidal (55' Alves), Piqué, Mathieu, Alba Roberto (75' Rakitić), Busquets, Turan (64' Iniesta) Messi, Suárez, Neymar               | 71' Alves 74' Roberto 90' Piqué                         |
| 28 februari 2016 20:30 Camp Nou Barcelona                          | 31' Messi 48' Piqué                                                                   | 0-1 1-1 2-1                     | 20' Vitolo                                                                              | Bravo Vidal (55' Alves), Piqué, Mathieu, Alba Roberto (75' Rakitić), Busquets, Turan (64' Iniesta) Messi, Suárez, Neymar               | 71' Alves 74' Roberto 90' Piqué                         |
| 3 maart 2016 21:00 Campo de Fútbol de Vallecas Madrid              | Rayo Vallecano                                                                        | 1-5                             | FC Barcelona                                                                            | Bravo Roberto (72' Vidal), Piqué, Mascherano, Mathieu Rakitić (66' Turan), Busquets (77' Vermaelen), Iniesta Messi, Suárez, Neymar     | 78' Turan 87' Neymar                                    |
| 3 maart 2016 21:00 Campo de Fútbol de Vallecas Madrid              | 57' Gonçalves                                                                         | 0-1 0-2 0-3 1-3 1-4 1-5         | 22' Rakitić 23' Messi 53' Messi 72' Messi 86' Turan                                     | Bravo Roberto (72' Vidal), Piqué, Mascherano, Mathieu Rakitić (66' Turan), Busquets (77' Vermaelen), Iniesta Messi, Suárez, Neymar     | 78' Turan 87' Neymar                                    |
| 6 maart 2016 16:00 Estadio Municipal de Ipurua Eibar               | Eibar                                                                                 | 0-4                             | FC Barcelona                                                                            | Bravo Alves, Piqué (80' Bartra), Mascherano, Alba Rakitić, Busquets (80' Vermaelen), Turan (80' Roberto) Messi, Suárez, Munir          | 48' Suárez 83' Mascherano                               |
| 6 maart 2016 16:00 Estadio Municipal de Ipurua Eibar               |                                                                                       | 0-1 0-2 0-3 0-4                 | 8' Munir 41' Messi 76' Messi (pen.) 84' Suárez                                          | Bravo Alves, Piqué (80' Bartra), Mascherano, Alba Rakitić, Busquets (80' Vermaelen), Turan (80' Roberto) Messi, Suárez, Munir          | 48' Suárez 83' Mascherano                               |
| 12 maart 2016 16:00 Camp Nou Barcelona                             | FC Barcelona                                                                          | 6-0                             | Getafe                                                                                  | Bravo Vidal, Piqué (69' Bartra), Mathieu (61' Vermaelen), Alba Turan, Roberto, Iniesta (61' Samper) Messi, Munir, Neymar               |                                                         |
| 12 maart 2016 16:00 Camp Nou Barcelona                             | 8' Rodríguez (own) 19' Munir 32' Neymar 40' Messi 51' Neymar 57' Turan                | 1-0 2-0 3-0 4-0 5-0 6-1         |                                                                                         | Bravo Vidal, Piqué (69' Bartra), Mathieu (61' Vermaelen), Alba Turan, Roberto, Iniesta (61' Samper) Messi, Munir, Neymar               |                                                         |
| 20 maart 2016 16:00 Estadio El Madrigal Villarreal                 | Villarreal                                                                            | 2-2                             | FC Barcelona                                                                            | Bravo Roberto, Piqué (55' Mathieu), Mascherano, Alba Rakitić, Busquets, Turan (57' Alves) Messi, Suárez, Neymar                        | 13' Turan 16' Piqué 53' Alba 90+4' Mascherano           |
| 20 maart 2016 16:00 Estadio El Madrigal Villarreal                 | 57' Bakambu 63' Mathieu (own)                                                         | 0-1 0-2 1-2 2-2                 | 20' Rakitić 41' Neymar (pen.)                                                           | Bravo Roberto, Piqué (55' Mathieu), Mascherano, Alba Rakitić, Busquets, Turan (57' Alves) Messi, Suárez, Neymar                        | 13' Turan 16' Piqué 53' Alba 90+4' Mascherano           |
| 2 april 2016 20:30 Camp Nou Barcelona                              | FC Barcelona                                                                          | 1-2                             | Real Madrid                                                                             | Bravo Alves, Piqué, Mascherano, Alba Rakitić (74' Turan), Busquets, Iniesta Messi, Suárez, Neymar                                      | 27' Suárez 29' Mascherano 58' Rakitić                   |
| 2 april 2016 20:30 Camp Nou Barcelona                              | 56' Piqué                                                                             | 1-0 1-1 1-2                     | 62' Benzema 85' Ronaldo                                                                 | Bravo Alves, Piqué, Mascherano, Alba Rakitić (74' Turan), Busquets, Iniesta Messi, Suárez, Neymar                                      | 27' Suárez 29' Mascherano 58' Rakitić                   |
| 9 april 2016 20:30 Estadio Anoeta San Sebastián                    | Real Sociedad                                                                         | 1-0                             | FC Barcelona                                                                            | Bravo Alves, Piqué, Mascherano, Roberto (70' Rakitić) Turan (59' Alba), Busquets, Rafinha (46' Iniesta) Messi, Munir, Neymar           | 43' Turan 68' Mascherano 90+2' Piqué                    |
| 9 april 2016 20:30 Estadio Anoeta San Sebastián                    | 5' Oiarzabal                                                                          | 1-0                             |                                                                                         | Bravo Alves, Piqué, Mascherano, Roberto (70' Rakitić) Turan (59' Alba), Busquets, Rafinha (46' Iniesta) Messi, Munir, Neymar           | 43' Turan 68' Mascherano 90+2' Piqué                    |
| 17 april 2016 20:30 Camp Nou Barcelona                             | FC Barcelona                                                                          | 1-2                             | Valencia                                                                                | Bravo Roberto, Piqué, Mascherano, Alba Rakitić, Busquets, Iniesta Messi, Suárez, Neymar                                                | 35' Piqué 40' Suárez 86' Neymar                         |
| 17 april 2016 20:30 Camp Nou Barcelona                             | 63' Messi                                                                             | 0-1 0-2 1-2                     | 26' Rakitić (own) 45+1' Santi Mina                                                      | Bravo Roberto, Piqué, Mascherano, Alba Rakitić, Busquets, Iniesta Messi, Suárez, Neymar                                                | 35' Piqué 40' Suárez 86' Neymar                         |
| 20 april 2016 20:00 Estadio Municipal de Riazor La Coruña          | Deportivo La Coruña                                                                   | 0-8                             | FC Barcelona                                                                            | Bravo Alves, Bartra, Mascherano, Alba (70' Adriano) Rakitić, Busquets (71' Rafinha), Iniesta (59' Roberto) Messi, Suárez, Neymar       |                                                         |
| 20 april 2016 20:00 Estadio Municipal de Riazor La Coruña          |                                                                                       | 0-1 0-2 0-3 0-4 0-5 0-6 0-7 0-8 | 11' Suárez 24' Suárez 47' Rakitić 53' Suárez 64' Suárez 73' Messi 79' Bartra 81' Neymar | Bravo Alves, Bartra, Mascherano, Alba (70' Adriano) Rakitić, Busquets (71' Rafinha), Iniesta (59' Roberto) Messi, Suárez, Neymar       |                                                         |
| 23 april 2016 20:30 Camp Nou Barcelona                             | FC Barcelona                                                                          | 6-0                             | Sporting Gijón                                                                          | Bravo Roberto (46' Alves), Piqué (66' Bartra), Mascherano, Alba Rakitić (75' Turan), Busquets, Iniesta Messi, Suárez, Neymar           |                                                         |
| 23 april 2016 20:30 Camp Nou Barcelona                             | 12' Messi 63' Suárez 74' Suárez (pen.) 77' Suárez (pen.) 85' Neymar (pen.) 88' Suárez | 1-0 2-0 3-0 4-0 5-0 6-0         |                                                                                         | Bravo Roberto (46' Alves), Piqué (66' Bartra), Mascherano, Alba Rakitić (75' Turan), Busquets, Iniesta Messi, Suárez, Neymar           |                                                         |
| 30 april 2016 20:30 Estadio Benito Villamarín Sevilla              | Real Betis                                                                            | 0-2                             | FC Barcelona                                                                            | Bravo (88' Ter Stegen) Alves (74' Roberto), Piqué, Mascherano, Alba Rakitić (86' Turan), Busquets, Iniesta Messi, Suárez, Neymar       | 23' Piqué 23' Messi 45+1' Alves                         |
| 30 april 2016 20:30 Estadio Benito Villamarín Sevilla              |                                                                                       | 0-1 0-2                         | 50' Rakitić 81' Suárez                                                                  | Bravo (88' Ter Stegen) Alves (74' Roberto), Piqué, Mascherano, Alba Rakitić (86' Turan), Busquets, Iniesta Messi, Suárez, Neymar       | 23' Piqué 23' Messi 45+1' Alves                         |
| 8 mei 2016 17:00 Camp Nou Barcelona                                | FC Barcelona                                                                          | 5-0                             | Espanyol                                                                                | Ter Stegen Alves, Piqué, Mascherano, Alba (70' Mathieu) Rakitić (73' Rafinha), Busquets, Iniesta (73' Turan) Messi, Suárez, Neymar     | 12' Messi 90' Mascherano                                |
| 8 mei 2016 17:00 Camp Nou Barcelona                                | 8' Messi 52' Suárez 61' Suárez 74' Rafinha 83' Neymar                                 | 1-0 2-0 3-0 4-0 5-0             |                                                                                         | Ter Stegen Alves, Piqué, Mascherano, Alba (70' Mathieu) Rakitić (73' Rafinha), Busquets, Iniesta (73' Turan) Messi, Suárez, Neymar     | 12' Messi 90' Mascherano                                |
| 15 mei 2016 17:00 Estadio Nuevo Los Cármenes Granada               | Granada                                                                               | 0-3                             | FC Barcelona                                                                            | Ter Stegen Alves, Piqué, Mascherano (75' Mathieu), Alba Rakitić (79' Turan), Busquets (88' Roberto), Iniesta Messi, Suárez, Neymar     | 19' Busquets 74' Piqué                                  |
| 15 mei 2016 17:00 Estadio Nuevo Los Cármenes Granada               |                                                                                       | 0-1 0-2 0-3                     | 22' Suárez 38' Suárez 86' Suárez                                                        | Ter Stegen Alves, Piqué, Mascherano (75' Mathieu), Alba Rakitić (79' Turan), Busquets (88' Roberto), Iniesta Messi, Suárez, Neymar     | 19' Busquets 74' Piqué                                  |

### Overzicht
| Speeldag  | 1 | 2 | 3 | 4  | 5  | 6  | 7  | 8  | 9  | 10 | 11 | 12 | 13 | 14 | 15 | 16 | 17 | 18 | 19 | 20 | 21 | 22 | 23 | 24 | 25 | 26 | 27 | 28 | 29 | 30 | 31 | 32 | 33 | 34 | 35 | 36 | 37 | 38 |
| --------- | - | - | - | -- | -- | -- | -- | -- | -- | -- | -- | -- | -- | -- | -- | -- | -- | -- | -- | -- | -- | -- | -- | -- | -- | -- | -- | -- | -- | -- | -- | -- | -- | -- | -- | -- | -- | -- |
| Resultaat | w | w | w | w  | v  | w  | v  | w  | w  | w  | w  | w  | w  | g  | g  | w  | g  | w  | w  | w  | w  | w  | w  | w  | w  | w  | w  | w  | w  | g  | v  | v  | v  | w  | w  | w  | w  | w  |
| Punten    | 3 | 6 | 9 | 12 | 12 | 15 | 15 | 18 | 21 | 24 | 27 | 30 | 33 | 34 | 35 | 38 | 39 | 42 | 45 | 48 | 51 | 54 | 57 | 60 | 63 | 66 | 69 | 72 | 75 | 76 | 76 | 76 | 76 | 79 | 82 | 85 | 88 | 91 |
| Positie   | 5 | 4 | 1 | 1  | 5  | 2  | 4  | 3  | 2  | 2  | 1  | 1  | 1  | 1  | 1  | 1  | 2  | 2  | 2  | 1  | 1  | 1  | 1  | 1  | 1  | 1  | 1  | 1  | 1  | 1  | 1  | 1  | 1  | 1  | 1  | 1  | 1  | 1  |

## Copa del Rey
| Copa del Rey                                                        |                                                                          |                             |                      | |                                                          |
| Wedstrijddetails                                                    | Thuisploeg                                                               | Uitslag                     | Uitploeg             | Opstelling | Kaarten                                                  |
| 1/16 finale                                                         |                                                                          |                             |                      | |                                                          |
| 28 oktober 2015 20:30 Estadio Romero Cuerda Villanueva de la Serena | Villanovense (III)                                                       | 0-0                         | FC Barcelona         | Masip Douglas, Bartra, Vermaelen, Mathieu Kaptoum (64' Cantalapiedra), Gumbau, Samper Munir, Ramírez, Adriano                          | 59' Gumbau                                               |
| 28 oktober 2015 20:30 Estadio Romero Cuerda Villanueva de la Serena |                                                                          |                             |                      | Masip Douglas, Bartra, Vermaelen, Mathieu Kaptoum (64' Cantalapiedra), Gumbau, Samper Munir, Ramírez, Adriano                          | 59' Gumbau                                               |
| 2 december 2015 20:00 Camp Nou Barcelona                            | FC Barcelona                                                             | 6-1                         | Villanovense (III)   | Masip Alves (46' Gumbau), Bartra, Vermaelen, Mathieu Cantalapiedra, Mascherano, Samper Munir, Ramírez, Adriano                         | 44' Mascherano                                           |
| 2 december 2015 20:00 Camp Nou Barcelona                            | 4' Alves 21' Ramírez 31' Ramírez 51' Munir 69' Ramírez 76' Munir         | 1-0 2-0 2-1 3-1 4-1 5-1 6-1 | 29' Juanfran         | Masip Alves (46' Gumbau), Bartra, Vermaelen, Mathieu Cantalapiedra, Mascherano, Samper Munir, Ramírez, Adriano                         | 44' Mascherano                                           |
| 1/8 finale                                                          |                                                                          |                             |                      | |                                                          |
| 6 januari 2016 20:30 Camp Nou Barcelona                             | FC Barcelona                                                             | 4-1                         | Espanyol             | Ter Stegen Alves (67' Vidal), Piqué, Mascherano, Alba Turan (68' Rakitić), Busquets, Iniesta Messi, Suárez, Neymar                     | 34' Neymar 45+2' Suárez 73' Piqué 78' Messi              |
| 6 januari 2016 20:30 Camp Nou Barcelona                             | 13' Messi 44' Messi 49' Piqué 88' Neymar                                 | 0-1 1-1 2-1 3-1 4-1         | 9' Caicedo           | Ter Stegen Alves (67' Vidal), Piqué, Mascherano, Alba Turan (68' Rakitić), Busquets, Iniesta Messi, Suárez, Neymar                     | 34' Neymar 45+2' Suárez 73' Piqué 78' Messi              |
| 13 januari 2016 21:00 Estadi Cornellà-El Prat Cornellà de Llobregat | Espanyol                                                                 | 0-2                         | FC Barcelona         | Ter Stegen Alves, Mascherano, Vermaelen (58' Bartra), Mathieu Rakitić, Roberto (58' Adriano), Turan Vidal, Messi, Munir                | 72' Vidal 81' Rakitić 84' Adriano                        |
| 13 januari 2016 21:00 Estadi Cornellà-El Prat Cornellà de Llobregat |                                                                          | 0-1 0-2                     | 32' Munir 88' Munir  | Ter Stegen Alves, Mascherano, Vermaelen (58' Bartra), Mathieu Rakitić, Roberto (58' Adriano), Turan Vidal, Messi, Munir                | 72' Vidal 81' Rakitić 84' Adriano                        |
| Kwartfinale                                                         |                                                                          |                             |                      | |                                                          |
| 20 januari 2016 21:00 San Mamés Bilbao                              | Athletic Bilbao                                                          | 1-2                         | FC Barcelona         | Ter Stegen Alves, Piqué, Mascherano, Roberto (74' Adriano) Rakitić, Busquets, Iniesta Turan (66' Vidal), Munir (80' Ramírez), Neymar   | 39' Iniesta 78' Mascherano 90' Alves                     |
| 20 januari 2016 21:00 San Mamés Bilbao                              | 89' Aduriz                                                               | 0-1 0-2 1-2                 | 18' Munir 24' Neymar | Ter Stegen Alves, Piqué, Mascherano, Roberto (74' Adriano) Rakitić, Busquets, Iniesta Turan (66' Vidal), Munir (80' Ramírez), Neymar   | 39' Iniesta 78' Mascherano 90' Alves                     |
| 27 januari 2016 21:30 Camp Nou Barcelona                            | FC Barcelona                                                             | 3-1                         | Athletic Bilbao      | Ter Stegen Alves, Piqué, Vermaelen (70' Busquets), Mathieu Rakitić, Mascherano, Roberto Messi, Suárez, Neymar                          | 70' Suárez                                               |
| 27 januari 2016 21:30 Camp Nou Barcelona                            | 53' Suárez 81' Piqué 90+1' Neymar                                        | 0-1 1-1 2-1 3-1             | 12' Williams         | Ter Stegen Alves, Piqué, Vermaelen (70' Busquets), Mathieu Rakitić, Mascherano, Roberto Messi, Suárez, Neymar                          | 70' Suárez                                               |
| Halve finale                                                        |                                                                          |                             |                      | |                                                          |
| 3 februari 2016 21:00 Camp Nou Barcelona                            | FC Barcelona                                                             | 7-0                         | Valencia             | Ter Stegen Vidal, Piqué (61' Bartra), Mathieu, Alba (70' Adriano) Turan, Busquets, Iniesta (46' Roberto) Messi, Suárez, Neymar         | 14' Iniesta 24' Piqué 84' Turan                          |
| 3 februari 2016 21:00 Camp Nou Barcelona                            | 7' Suárez 12' Suárez 29' Messi 58' Messi 74' Messi 83' Suárez 88' Suárez | 1-0 2-0 3-0 4-0 5-0 6-0 7-0 |                      | Ter Stegen Vidal, Piqué (61' Bartra), Mathieu, Alba (70' Adriano) Turan, Busquets, Iniesta (46' Roberto) Messi, Suárez, Neymar         | 14' Iniesta 24' Piqué 84' Turan                          |
| 10 februari 2016 21:00 Estadio Mestalla Valencia                    | Valencia                                                                 | 1-1                         | FC Barcelona         | Ter Stegen Vidal, Bartra, Mathieu, Adriano (76' Douglas) Samper, Vermaelen, Roberto Munir, Rakitić (76' Cámara), Ramírez (82' Kaptoum) | 54' Munir 73' Samper                                     |
| 10 februari 2016 21:00 Estadio Mestalla Valencia                    | 39' Negredo                                                              | 1-0 1-1                     | 84' Kaptoum          | Ter Stegen Vidal, Bartra, Mathieu, Adriano (76' Douglas) Samper, Vermaelen, Roberto Munir, Rakitić (76' Cámara), Ramírez (82' Kaptoum) | 54' Munir 73' Samper                                     |
| Finale                                                              |                                                                          |                             |                      | |                                                          |
| 22 mei 2016 21:30 Estadio Vicente Calderón Madrid                   | FC Barcelona                                                             | 2-0                         | Sevilla FC           | Ter Stegen Alves, Piqué, Mascherano, Alba (119' Roberto) Rakitić (46' Mathieu), Busquets, Iniesta Messi, Suárez (57' Rafinha), Neymar  | 36' Mascherano 87' Alba 89' Neymar 90' Alves 90' Iniesta |
| 22 mei 2016 21:30 Estadio Vicente Calderón Madrid                   | 97' Alba 120+2' Neymar                                                   | 1-0 2-0                     |                      | Ter Stegen Alves, Piqué, Mascherano, Alba (119' Roberto) Rakitić (46' Mathieu), Busquets, Iniesta Messi, Suárez (57' Rafinha), Neymar  | 36' Mascherano 87' Alba 89' Neymar 90' Alves 90' Iniesta |

## FIFA Club World Cup
| FIFA Club World Cup                           |                                         |             |                                 | |                                             |
| Wedstrijddetails                              | Thuisploeg                              | Uitslag     | Uitploeg                        | Opstelling | Kaarten                                     |
| Halve finale                                  |                                         |             |                                 | |                                             |
| 17 december 2015 19:30 Nissanstadion Yokohama | FC Barcelona                            | 3-0         | Guangzhou                       | Bravo Alves, Piqué, Mascherano, Alba (76' Adriano) Rakitić, Busquets, Roberto (72' Ramírez) Munir, Suárez, Iniesta (81' Samper)   |                                             |
| 17 december 2015 19:30 Nissanstadion Yokohama | 39' Suárez 50' Suárez 67' Suárez (pen.) | 1-0 2-0 3-0 |                                 | Bravo Alves, Piqué, Mascherano, Alba (76' Adriano) Rakitić, Busquets, Roberto (72' Ramírez) Munir, Suárez, Iniesta (81' Samper)   |                                             |
| Finale                                        |                                         |             |                                 | |                                             |
| 20 december 2015 11:30 Nissanstadion Yokohama | River Plate                             | 0-3         | FC Barcelona                    | Bravo Alves, Piqué, Mascherano (81' Vermaelen), Alba Rakitić (67' Roberto), Busquets, Iniesta Messi, Suárez, Neymar (89' Mathieu) | 16' Alba 43' Rakitić 61' Neymar 72' Roberto |
| 20 december 2015 11:30 Nissanstadion Yokohama |                                         | 0-1 0-2 0-3 | 36' Messi 49' Suárez 68' Suárez | Bravo Alves, Piqué, Mascherano (81' Vermaelen), Alba Rakitić (67' Roberto), Busquets, Iniesta Messi, Suárez, Neymar (89' Mathieu) | 16' Alba 43' Rakitić 61' Neymar 72' Roberto |

## UEFA Champions League
| UEFA Champions League                               |                                                                 |                             |                            | |                                               |
| Wedstrijddetails                                    | Thuisploeg                                                      | Uitslag                     | Uitploeg                   | Opstelling | Kaarten                                       |
| Groepsfase                                          |                                                                 |                             |                            | |                                               |
| 16 september 2015 20:45 Stadio Olimpico Rome        | AS Roma                                                         | 1-1                         | FC Barcelona               | Ter Stegen Roberto, Piqué, Mathieu, Alba Rakitić (62' Rafinha)(65' Mascherano), Busquets, Iniesta Messi, Suárez, Neymar                   | 75' Piqué                                     |
| 16 september 2015 20:45 Stadio Olimpico Rome        | 31' Florenzi                                                    | 0-1 1-1                     | 21' Suárez                 | Ter Stegen Roberto, Piqué, Mathieu, Alba Rakitić (62' Rafinha)(65' Mascherano), Busquets, Iniesta Messi, Suárez, Neymar                   | 75' Piqué                                     |
| 29 september 2015 20:45 Camp Nou Barcelona          | FC Barcelona                                                    | 2-1                         | Bayer Leverkusen           | Ter Stegen Alves, Piqué, Mascherano, Mathieu Rakitić (72' Roberto), Busquets, Iniesta (60' Alba) Ramírez (63' Munir), Suárez, Neymar      | 31' Mascherano 37' Neymar 75' Alba            |
| 29 september 2015 20:45 Camp Nou Barcelona          | 80' Roberto 82' Suárez                                          | 0-1 1-1 2-1                 | 22' Papadopoulos           | Ter Stegen Alves, Piqué, Mascherano, Mathieu Rakitić (72' Roberto), Busquets, Iniesta (60' Alba) Ramírez (63' Munir), Suárez, Neymar      | 31' Mascherano 37' Neymar 75' Alba            |
| 20 oktober 2015 20:45 Borisov Arena Borisov         | BATE Borisov                                                    | 0-2                         | FC Barcelona               | Ter Stegen Alves, Piqué, Bartra, Alba Roberto (18' Rakitić), Mascherano, Busquets (73' Gumbau) Munir (70' Ramírez), Suárez, Neymar        | 23' Busquets 41' Alves 74' Gumbau             |
| 20 oktober 2015 20:45 Borisov Arena Borisov         |                                                                 | 0-1 0-2                     | 48' Rakitić 64' Rakitić    | Ter Stegen Alves, Piqué, Bartra, Alba Roberto (18' Rakitić), Mascherano, Busquets (73' Gumbau) Munir (70' Ramírez), Suárez, Neymar        | 23' Busquets 41' Alves 74' Gumbau             |
| 4 november 2015 20:45 Camp Nou Barcelona            | FC Barcelona                                                    | 3-0                         | BATE Borisov               | Ter Stegen Alves, Mascherano, Vermaelen, Adriano Rakitić (20' Munir), Busquets (76' Gumbau), Iniesta (68' Bartra) Roberto, Suárez, Neymar | 51' Alves                                     |
| 4 november 2015 20:45 Camp Nou Barcelona            | 30' Neymar (pen.) 60' Suárez 83' Neymar                         | 1-0 2-0 3-0                 |                            | Ter Stegen Alves, Mascherano, Vermaelen, Adriano Rakitić (20' Munir), Busquets (76' Gumbau), Iniesta (68' Bartra) Roberto, Suárez, Neymar | 51' Alves                                     |
| 24 november 2015 20:45 Camp Nou Barcelona           | FC Barcelona                                                    | 6-1                         | AS Roma                    | Ter Stegen Alves, Piqué (57' Bartra), Vermaelen, Alba Rakitić, Busquets (46' Samper), Roberto (64' Adriano) Messi, Suárez, Neymar         | 41' Piqué 57' Alves 63' Messi                 |
| 24 november 2015 20:45 Camp Nou Barcelona           | 15' Suárez 18' Messi 44' Suárez 56' Piqué 59' Messi 77' Adriano | 1-0 2-0 3-0 4-0 5-0 6-0 6-1 | 90+1' Džeko                | Ter Stegen Alves, Piqué (57' Bartra), Vermaelen, Alba Rakitić, Busquets (46' Samper), Roberto (64' Adriano) Messi, Suárez, Neymar         | 41' Piqué 57' Alves 63' Messi                 |
| 9 december 2015 20:45 BayArena Leverkusen           | Bayer Leverkusen                                                | 1-1                         | FC Barcelona               | Ter Stegen Adriano, Bartra, Vermaelen, Alba (74' Cámara) Rakitić, Samper, Kaptoum (62' Gumbau) Messi, Ramírez, Munir                      | 51' Bartra 85' Gumbau 86' Rakitić             |
| 9 december 2015 20:45 BayArena Leverkusen           | 23' Hernández                                                   | 0-1 1-1                     | 20' Messi                  | Ter Stegen Adriano, Bartra, Vermaelen, Alba (74' Cámara) Rakitić, Samper, Kaptoum (62' Gumbau) Messi, Ramírez, Munir                      | 51' Bartra 85' Gumbau 86' Rakitić             |
| 1/8 finale                                          |                                                                 |                             |                            | |                                               |
| 23 februari 2016 20:45 Emirates Stadium Londen      | Arsenal FC                                                      | 0-2                         | FC Barcelona               | Ter Stegen Alves, Piqué, Mascherano, Alba Rakitić, Busquets, Iniesta Messi, Suárez, Neymar                                                | 85' Piqué                                     |
| 23 februari 2016 20:45 Emirates Stadium Londen      |                                                                 | 0-1 0-2                     | 71' Messi 83' Messi (pen.) | Ter Stegen Alves, Piqué, Mascherano, Alba Rakitić, Busquets, Iniesta Messi, Suárez, Neymar                                                | 85' Piqué                                     |
| 16 maart 2016 20:45 Camp Nou Barcelona              | FC Barcelona                                                    | 3-1                         | Arsenal FC                 | Ter Stegen Alves, Mascherano, Mathieu, Alba Rakitić (77' Turan), Busquets, Iniesta (72' Roberto) Messi, Suárez, Neymar                    | 79' Turan                                     |
| 16 maart 2016 20:45 Camp Nou Barcelona              | 18' Neymar 65' Suárez 88' Messi                                 | 1-0 1-1 2-1 3-1             | 51' Elneny                 | Ter Stegen Alves, Mascherano, Mathieu, Alba Rakitić (77' Turan), Busquets, Iniesta (72' Roberto) Messi, Suárez, Neymar                    | 79' Turan                                     |
| Kwartfinale                                         |                                                                 |                             |                            | |                                               |
| 5 april 2016 20:45 Camp Nou Barcelona               | FC Barcelona                                                    | 2-1                         | Atlético Madrid            | Ter Stegen Alves, Piqué, Mascherano, Alba Rakitić (63' Rafinha), Busquets (80' Roberto), Iniesta (83' Turan) Messi, Suárez, Neymar        | 48' Busquets 70' Suárez 82' Mascherano        |
| 5 april 2016 20:45 Camp Nou Barcelona               | 63' Suárez 74' Suárez                                           | 0-1 1-1 2-1                 | 25' Torres                 | Ter Stegen Alves, Piqué, Mascherano, Alba Rakitić (63' Rafinha), Busquets (80' Roberto), Iniesta (83' Turan) Messi, Suárez, Neymar        | 48' Busquets 70' Suárez 82' Mascherano        |
| 13 april 2016 20:45 Estadio Vicente Calderón Madrid | Atlético Madrid                                                 | 2-0                         | FC Barcelona               | Ter Stegen Alves (64' Roberto), Piqué, Mascherano, Alba Rakitić (64' Turan), Busquets, Iniesta Messi, Suárez, Neymar                      | 70' Suárez 76' Neymar 87' Iniesta 90+1' Turan |
| 13 april 2016 20:45 Estadio Vicente Calderón Madrid | 36' Griezmann 88' Griezmann (pen.)                              | 1-0 2-0                     |                            | Ter Stegen Alves (64' Roberto), Piqué, Mascherano, Alba Rakitić (64' Turan), Busquets, Iniesta Messi, Suárez, Neymar                      | 70' Suárez 76' Neymar 87' Iniesta 90+1' Turan |

### Groepsfase Champions League
| Groep E | Groep E          | Groep E | Groep E | Groep E | Groep E | Groep E | Groep E | Groep E | Groep E |
|         |                  | P       | W       | G       | V       | +       | -       | DS      | Ptn     |
| ------- | ---------------- | ------- | ------- | ------- | ------- | ------- | ------- | ------- | ------- |
| 1.      | FC Barcelona     | 6       | 4       | 2       | 0       | 15      | 4       | +11     | 14      |
| 2.      | AS Roma          | 6       | 1       | 3       | 2       | 11      | 16      | −5      | 6       |
| 3.      | Bayer Leverkusen | 6       | 1       | 3       | 2       | 13      | 12      | +1      | 6       |
| 4.      | BATE Borisov     | 6       | 1       | 2       | 3       | 5       | 12      | −7      | 5       |

## Statistieken
De speler met de meeste wedstrijden is in het groen aangeduid, de speler met de meeste doelpunten in het geel.
| Nr. | Naam                  | Primera División | Primera División | Copa del Rey | Copa del Rey | Supercopa | Supercopa | Champions League | Champions League | UEFA Super Cup | UEFA Super Cup | FIFA Club World Cup | FIFA Club World Cup | Totaal | Totaal |
| Nr. | Naam                  | Wed              | Goals            | Wed          | Goals        | Wed       | Goals     | Wed              | Goals            | Wed            | Goals          | Wed                 | Goals               | Wed    | Goals  |
| --- | --------------------- | ---------------- | ---------------- | ------------ | ------------ | --------- | --------- | ---------------- | ---------------- | -------------- | -------------- | ------------------- | ------------------- | ------ | ------ |
| 1.  | Marc-André ter Stegen | 7                | 0                | 7            | 0            | 1         | 0         | 10               | 0                | 1              | 0              | 0                   | 0                   | 26     | 0      |
| 3.  | Gerard Piqué          | 30               | 2                | 5            | 2            | 1         | 0         | 7                | 1                | 1              | 0              | 2                   | 0                   | 46     | 5      |
| 4.  | Ivan Rakitić          | 36               | 7                | 6            | 0            | 2         | 0         | 10               | 2                | 1              | 0              | 2                   | 0                   | 57     | 9      |
| 5.  | Sergio Busquets       | 35               | 0                | 5            | 0            | 1         | 0         | 9                | 0                | 1              | 0              | 2                   | 0                   | 53     | 0      |
| 6.  | Daniel Alves          | 29               | 0                | 6            | 1            | 2         | 0         | 8                | 0                | 1              | 0              | 2                   | 0                   | 48     | 1      |
| 7.  | Pedro                 | 0                | 0                | 0            | 0            | 2         | 0         | 0                | 0                | 1              | 1              | 0                   | 0                   | 3      | 1      |
| 7.  | Arda Turan            | 18               | 2                | 4            | 0            | 0         | 0         | 3                | 0                | 0              | 0              | 0                   | 0                   | 25     | 2      |
| 8.  | Andrés Iniesta        | 28               | 1                | 4            | 0            | 2         | 0         | 7                | 0                | 1              | 0              | 2                   | 0                   | 44     | 1      |
| 9.  | Luis Suárez           | 35               | 40               | 4            | 5            | 2         | 0         | 9                | 8                | 1              | 1              | 2                   | 5                   | 53     | 59     |
| 10. | Lionel Messi          | 33               | 26               | 5            | 5            | 2         | 1         | 7                | 6                | 1              | 2              | 1                   | 1                   | 49     | 41     |
| 11. | Neymar                | 34               | 24               | 5            | 4            | 0         | 0         | 9                | 3                | 0              | 0              | 1                   | 0                   | 49     | 31     |
| 12. | Rafinha               | 6                | 1                | 1            | 0            | 1         | 0         | 2                | 0                | 1              | 1              | 0                   | 0                   | 11     | 2      |
| 13. | Claudio Bravo         | 32               | 0                | 0            | 0            | 1         | 0         | 0                | 0                | 0              | 0              | 2                   | 0                   | 35     | 0      |
| 14. | Javier Mascherano     | 32               | 0                | 6            | 0            | 2         | 0         | 8                | 0                | 1              | 0              | 2                   | 0                   | 51     | 0      |
| 15. | Marc Bartra           | 13               | 2                | 5            | 0            | 1         | 0         | 4                | 0                | 1              | 0              | 0                   | 0                   | 24     | 2      |
| 16. | Douglas               | 1                | 0                | 2            | 0            | 0         | 0         | 0                | 0                | 0              | 0              | 0                   | 0                   | 3      | 0      |
| 17. | Munir El Haddadi      | 15               | 3                | 5            | 5            | 1         | 0         | 4                | 0                | 0              | 0              | 1                   | 0                   | 26     | 8      |
| 18. | Jordi Alba            | 31               | 0                | 3            | 1            | 0         | 0         | 9                | 0                | 0              | 0              | 2                   | 0                   | 45     | 1      |
| 19. | Sandro Ramírez        | 10               | 0                | 4            | 3            | 2         | 0         | 3                | 0                | 0              | 0              | 1                   | 0                   | 20     | 3      |
| 20. | Sergi Roberto         | 31               | 0                | 6            | 0            | 1         | 0         | 8                | 1                | 1              | 0              | 2                   | 0                   | 49     | 1      |
| 21. | Adriano               | 8                | 0                | 6            | 0            | 1         | 0         | 3                | 1                | 0              | 0              | 1                   | 0                   | 19     | 1      |
| 22. | Aleix Vidal           | 9                | 0                | 5            | 0            | 0         | 0         | 0                | 0                | 0              | 0              | 0                   | 0                   | 14     | 0      |
| 23. | Thomas Vermaelen      | 10               | 1                | 5            | 0            | 1         | 0         | 3                | 0                | 0              | 0              | 1                   | 0                   | 20     | 1      |
| 24. | Jérémy Mathieu        | 21               | 0                | 7            | 0            | 1         | 0         | 3                | 0                | 1              | 0              | 1                   | 0                   | 34     | 0      |
| 25. | Jordi Masip           | 0                | 0                | 2            | 0            | 0         | 0         | 0                | 0                | 0              | 0              | 0                   | 0                   | 2      | 0      |
| 26. | Sergi Samper          | 1                | 0                | 3            | 0            | 0         | 0         | 2                | 0                | 0              | 0              | 1                   | 0                   | 7      | 0      |
| 27. | Juan Cámara           | 0                | 0                | 1            | 0            | 0         | 0         | 1                | 0                | 0              | 0              | 0                   | 0                   | 2      | 0      |
| 28. | Gerard Gumbau         | 3                | 0                | 2            | 0            | 0         | 0         | 3                | 0                | 0              | 0              | 0                   | 0                   | 8      | 0      |
| 33. | Aitor Cantalapiedra   | 0                | 0                | 2            | 0            | 0         | 0         | 0                | 0                | 0              | 0              | 0                   | 0                   | 2      | 0      |
| 34. | Wilfrid Kaptoum       | 0                | 0                | 2            | 1            | 0         | 0         | 1                | 0                | 0              | 0              | 0                   | 0                   | 3      | 1      |

## Individuele prijzen
| Prijs                                | Winnaar        |
| ------------------------------------ | -------------- |
| FIFA Ballon d'Or                     | Lionel Messi   |
| Trofeo Pichichi                      | Luis Suárez    |
| Europees topschutter van het seizoen | Luis Suárez    |
| FIFA Club World Cup - Gouden Bal     | Luis Suárez    |
| FIFA Club World Cup - Zilveren Bal   | Lionel Messi   |
| FIFA Club World Cup - Bronzen Bal    | Andrés Iniesta |

## Afbeeldingen

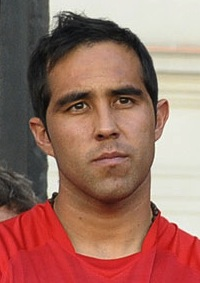
Claudio Bravo (doelman)
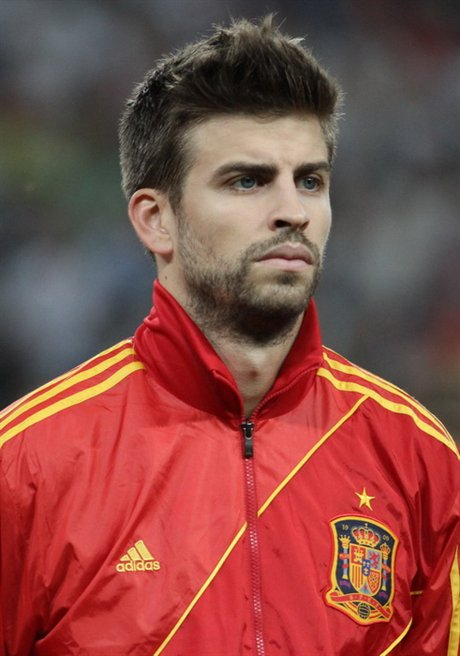
Gerard Piqué (verdediger)
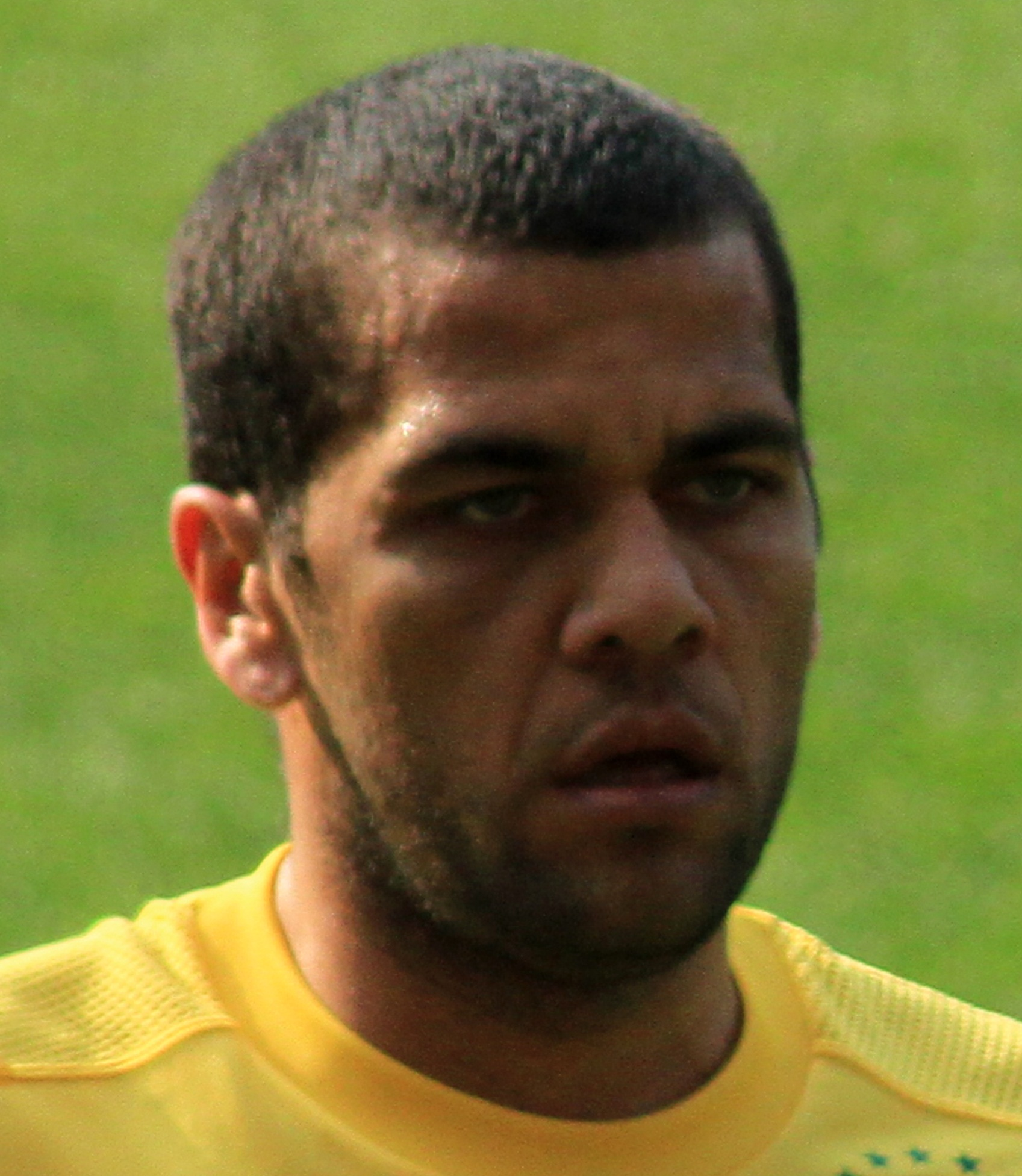
Daniel Alves (verdediger)
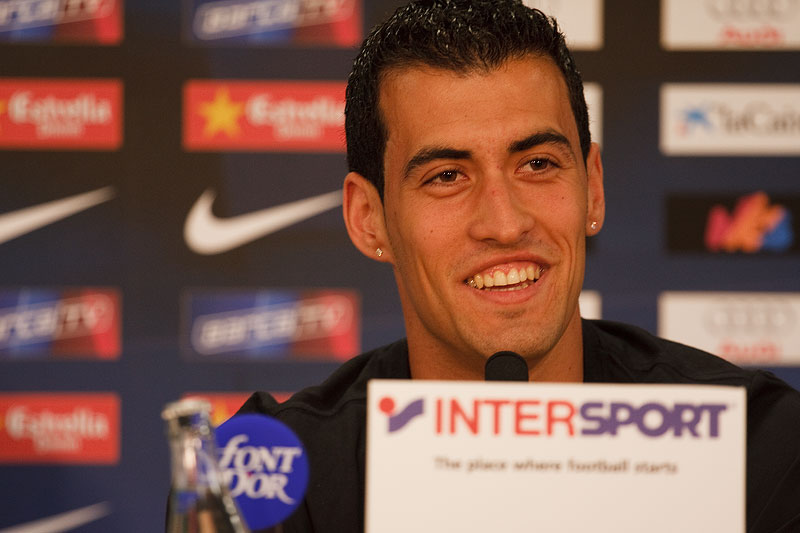
Sergio Busquets (middenvelder)
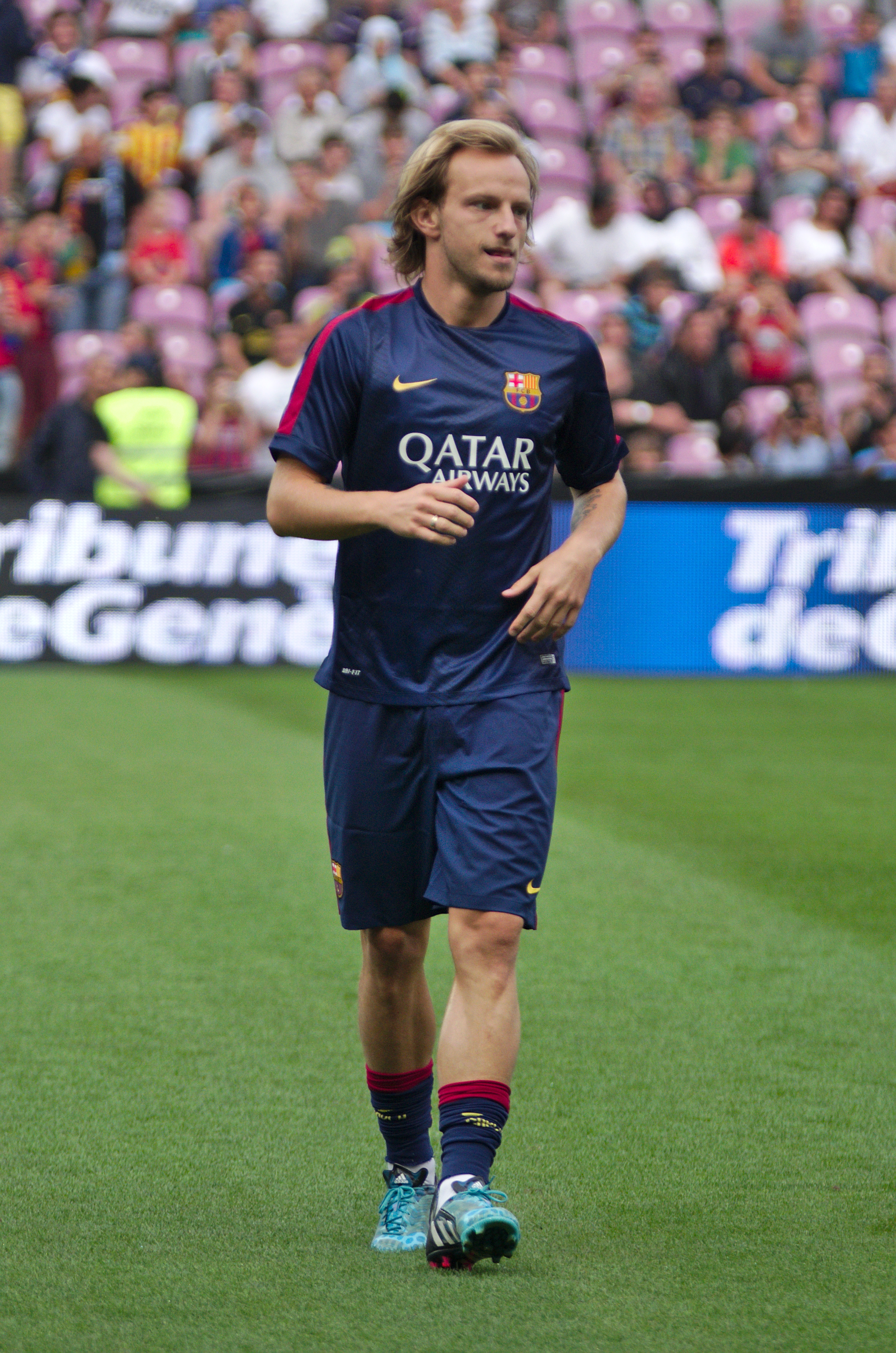
Ivan Rakitić (middenvelder)
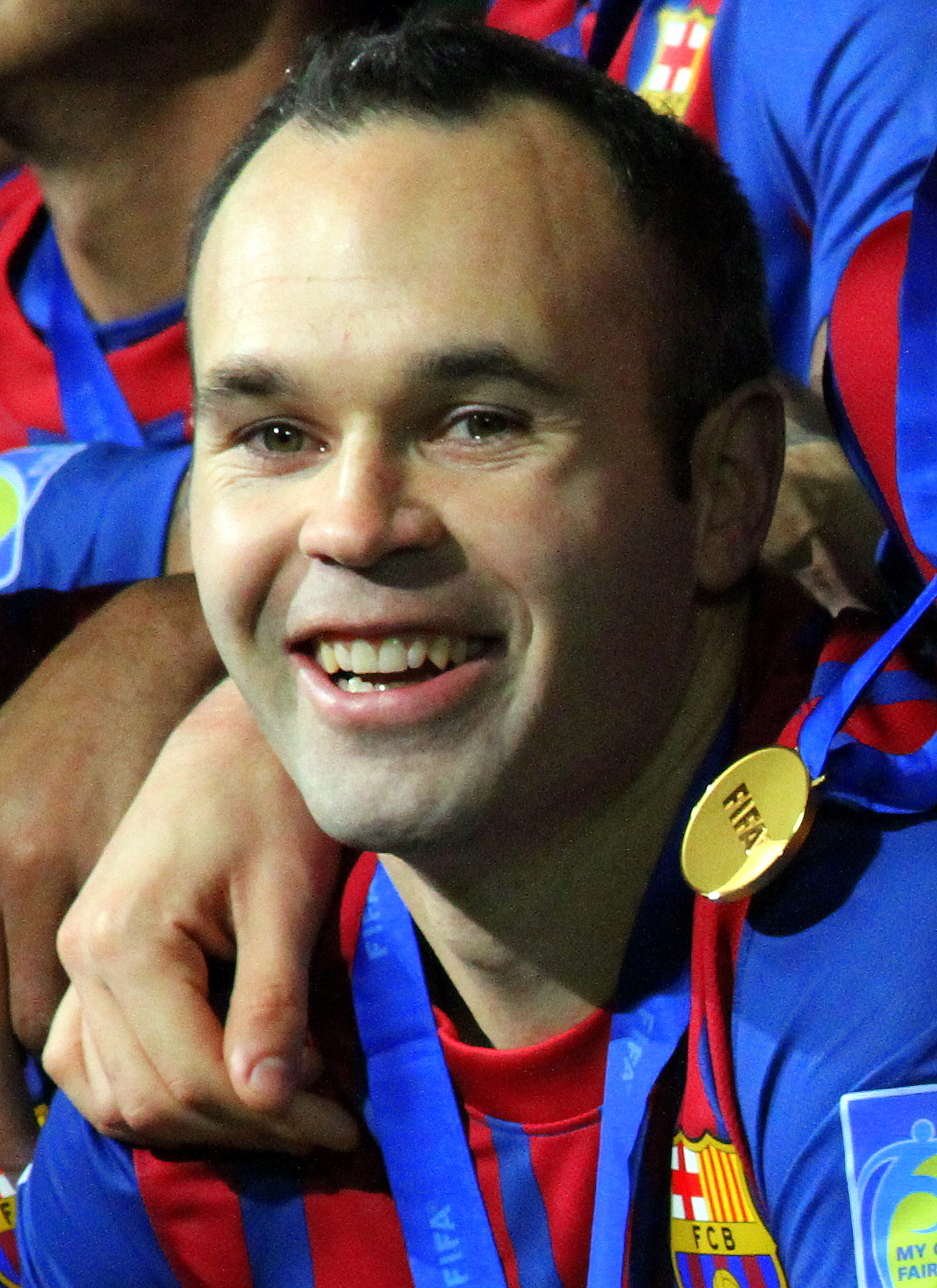
Andrés Iniesta (middenvelder)
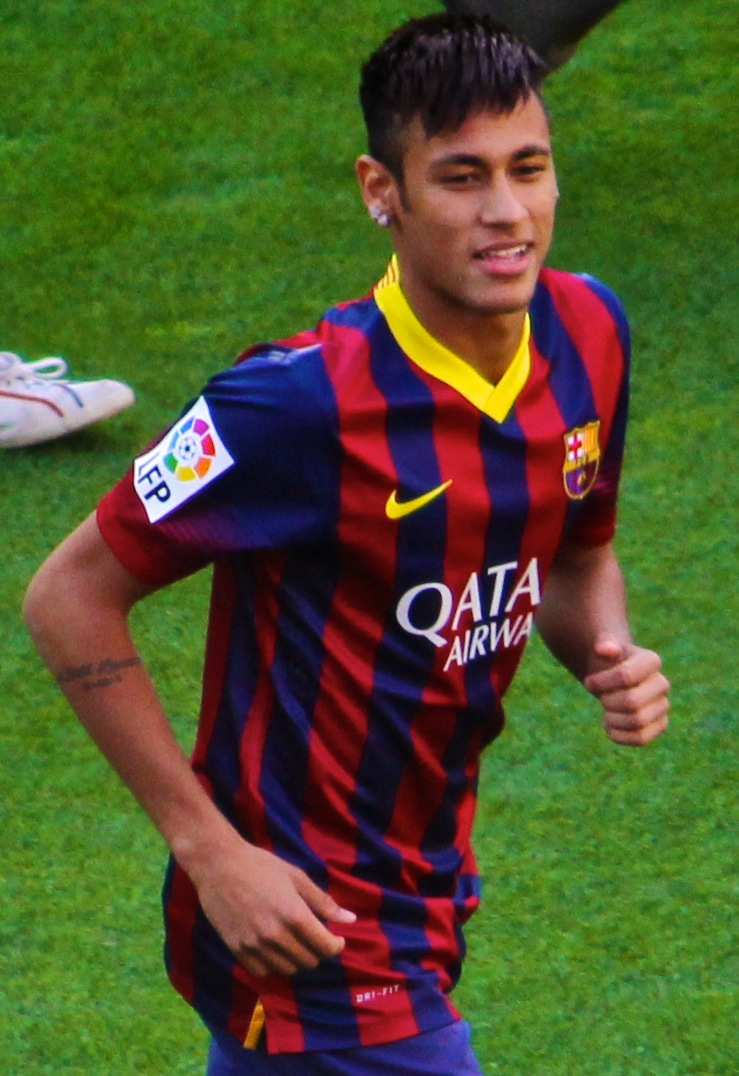
Neymar (aanvaller)
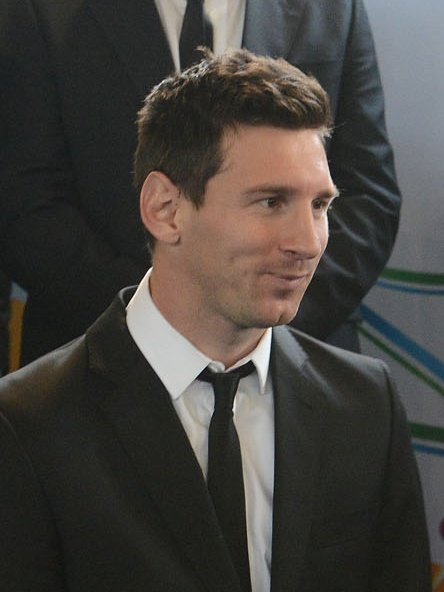
Lionel Messi (aanvaller)
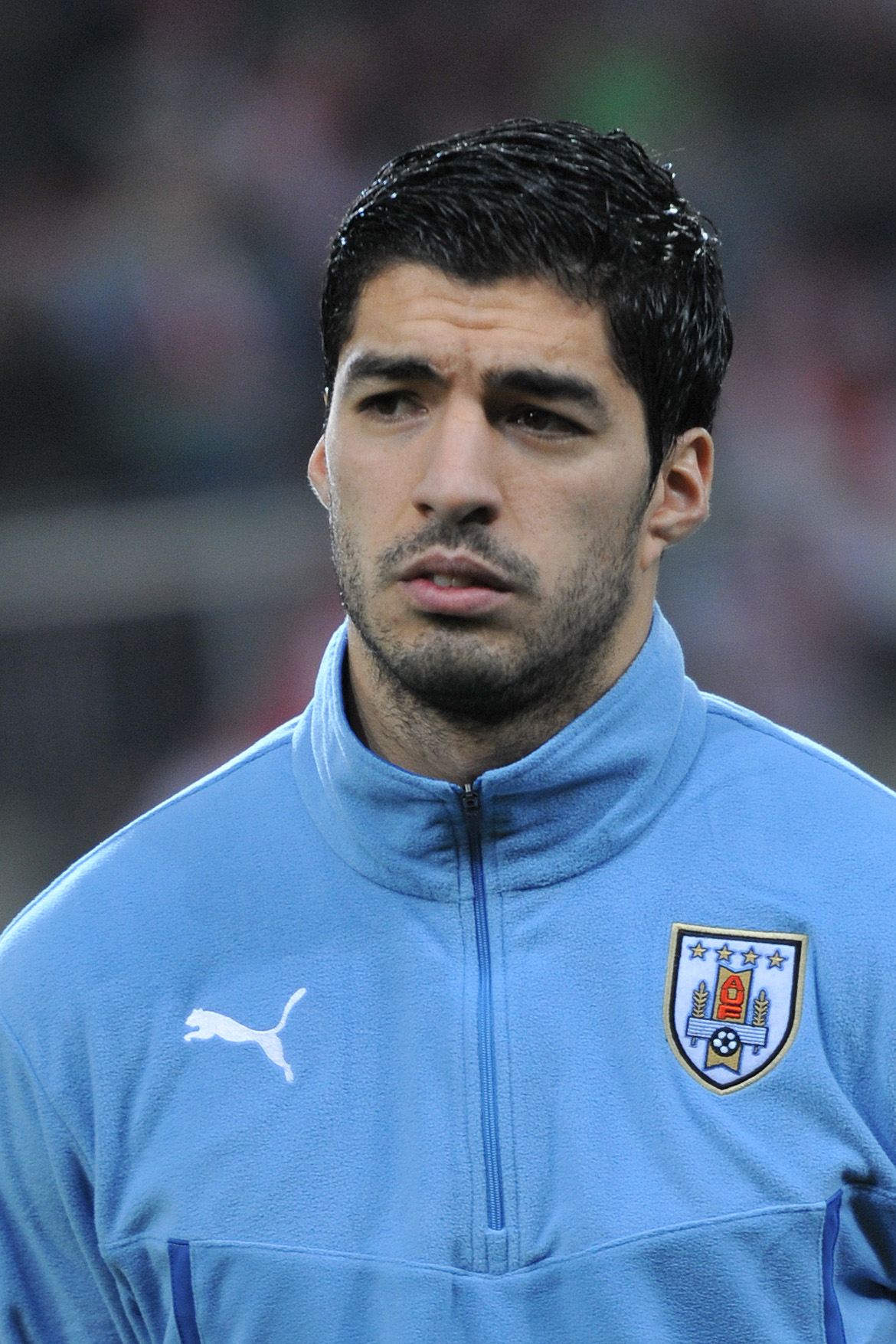
Luis Suárez (aanvaller)

1985/86 · 1986/87 · 1987/88 · 1988/89 · 1989/90 · 1990/91 · 1991/92 · 1992/93 · 1993/94 · 1994/95 · 1995/96 · 1996/97 · 1997/98 · 1998/99 · 1999/00 · 2000/01 · 2001/02 · 2002/03 · 2003/04 · 2004/05 · 2005/06 · 2006/07 · 2007/08 · 2008/09 · 2009/10 · 2010/11 · 2011/12 · 2012/13 · 2013/14 · 2014/15 · 2015/16 · 2016/17 · 2017/18 · 2018/19 · 2019/20 · 2021/22 · 2022/23 · 2023/24 · 2024/25